# نحل غير لاسع
النحل غير اللاسع أو الزمعاوات  (الاسم العلمي: Meliponini)، هي مجموعة كبيرة من النحل (حوالي 500 نوعًا)، تضم قبيلة الزمعاوات (أو قُبيلة «عشيرة» وفقًا لبعض المراجع الموثوقة)، تنتمي إلى فصيلة النحلية، وترتبط ارتباطًا وثيقًا نحل النجار، ونحل العسل، ونحل السحلب، والنحل الطنان.